# 天主教喬塔自治監督區
天主教喬塔自治監督區（拉丁語：Praelatura Territorialis Chotensis）是秘魯一個羅馬天主教自治監督區，屬皮烏拉總教區。
監督區成立於1963年4月7日，位於卡哈馬卡大區喬塔省和庫特爾沃省。2004年有教友316,000人（佔轄區總人口93.5%）、十五個堂區、卅一名司鐸。現任監督為福爾圖納托·保祿·烏爾塞。